# Ск'яульвандафльоут
Ск'яульвандафльоут (ісл. Skjálfandafljót) — річка на півночі Ісландії. Четверта за довжиною річка в країні.
Річка бере початок на північно-східному кордоні льодовика Ватнайокутль (ісл. Vatnajökull) на Ісландському плато і тече на північ уздовж ісл. Sprengisandur, впадає в Ск'яульванді (залив, фіорд на північному узбережжі Ісландії).
У 1989 році річку пройшли на каяках команда з Університету Шеффілда (Велика Британія).

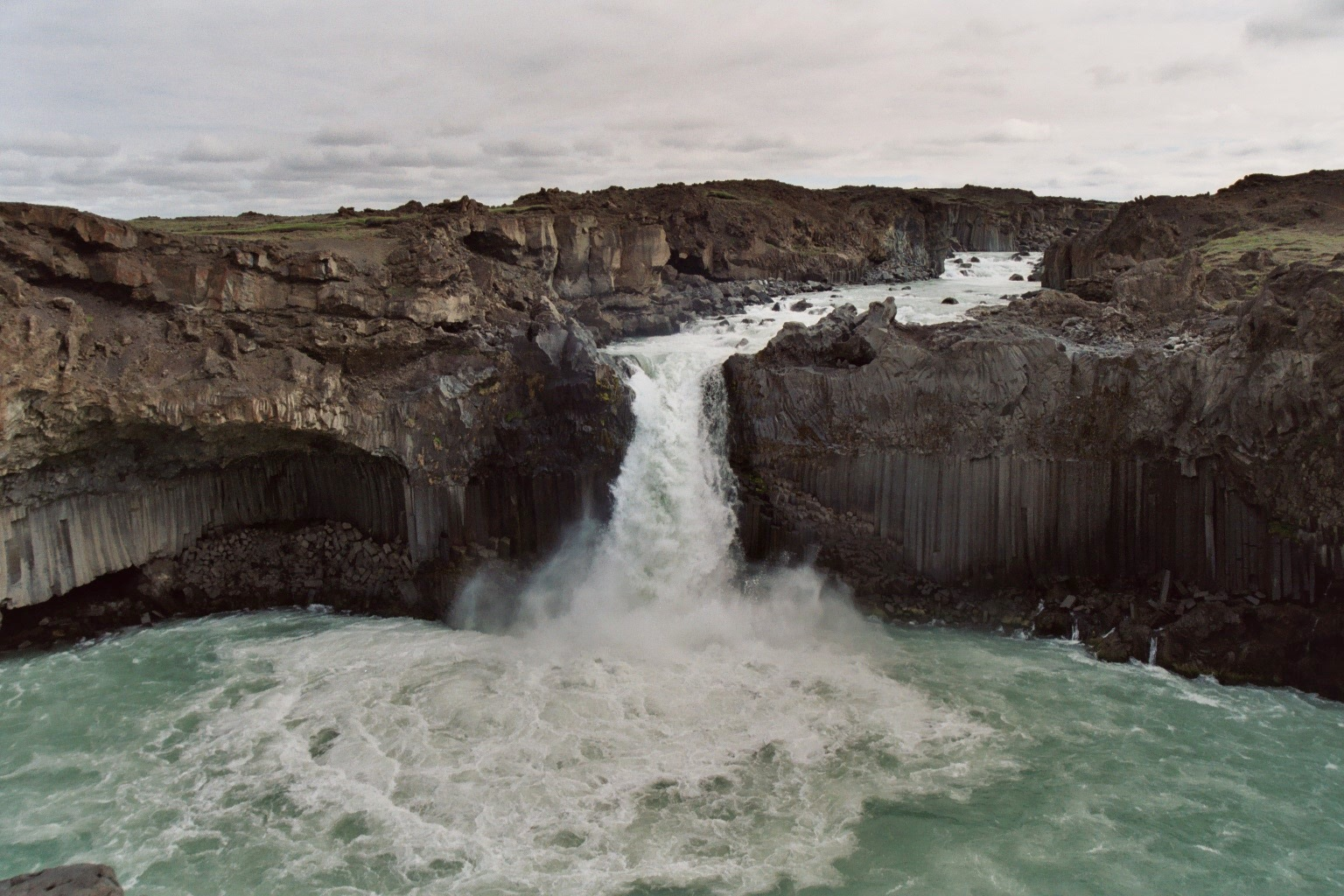
водоcпад Aldeyjarfoss на річці Ск'яульвандафльоут

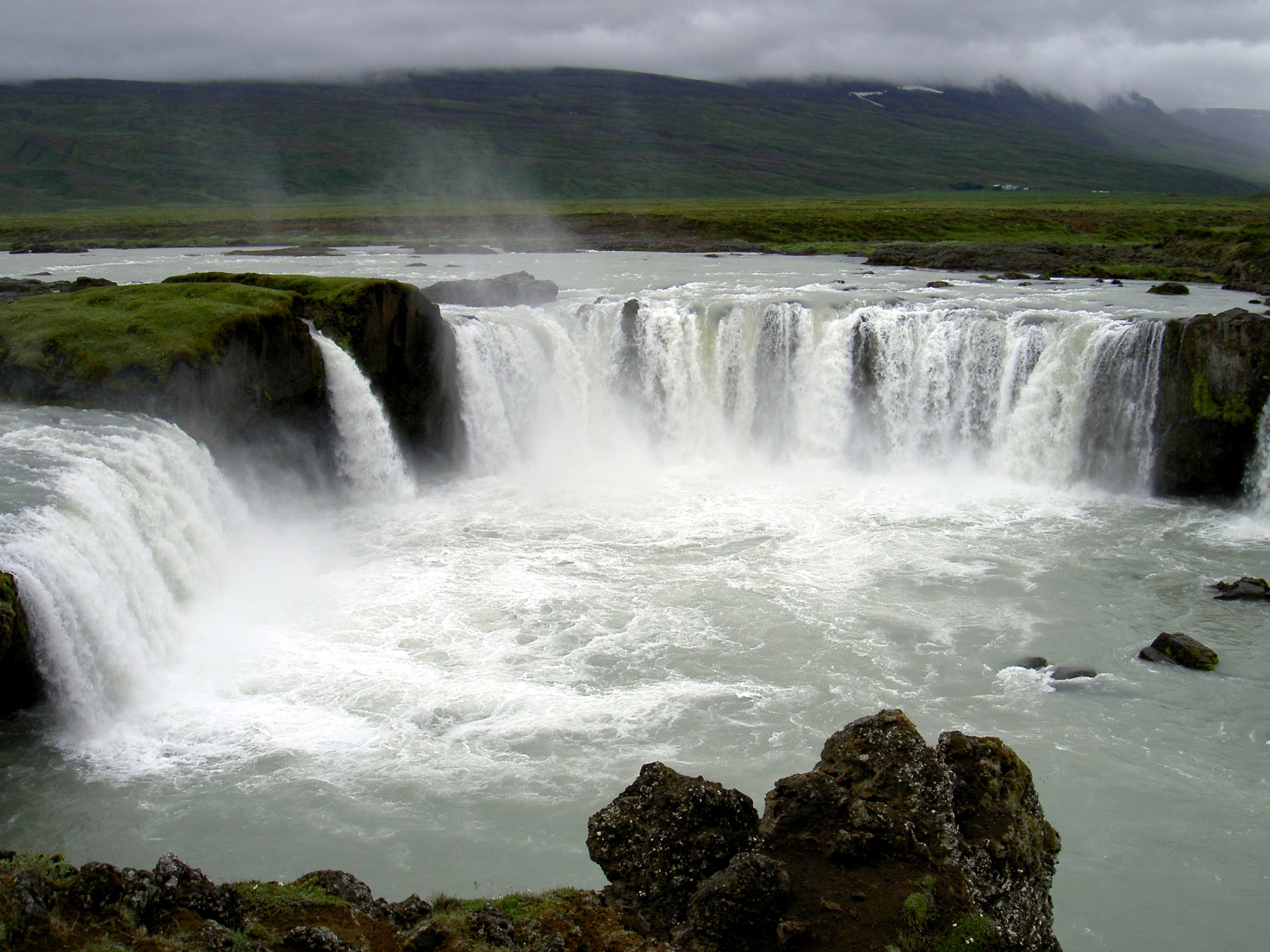
Водоспад Годафосс

На річці містяться декілька водоспадів. Наприклад, водоспад Aldeyjarfoss з падінням води з висоти приблизно 10 метрів і найвідоміший водоспад в Ісландії Годафосс.